# Wesselin Staikow

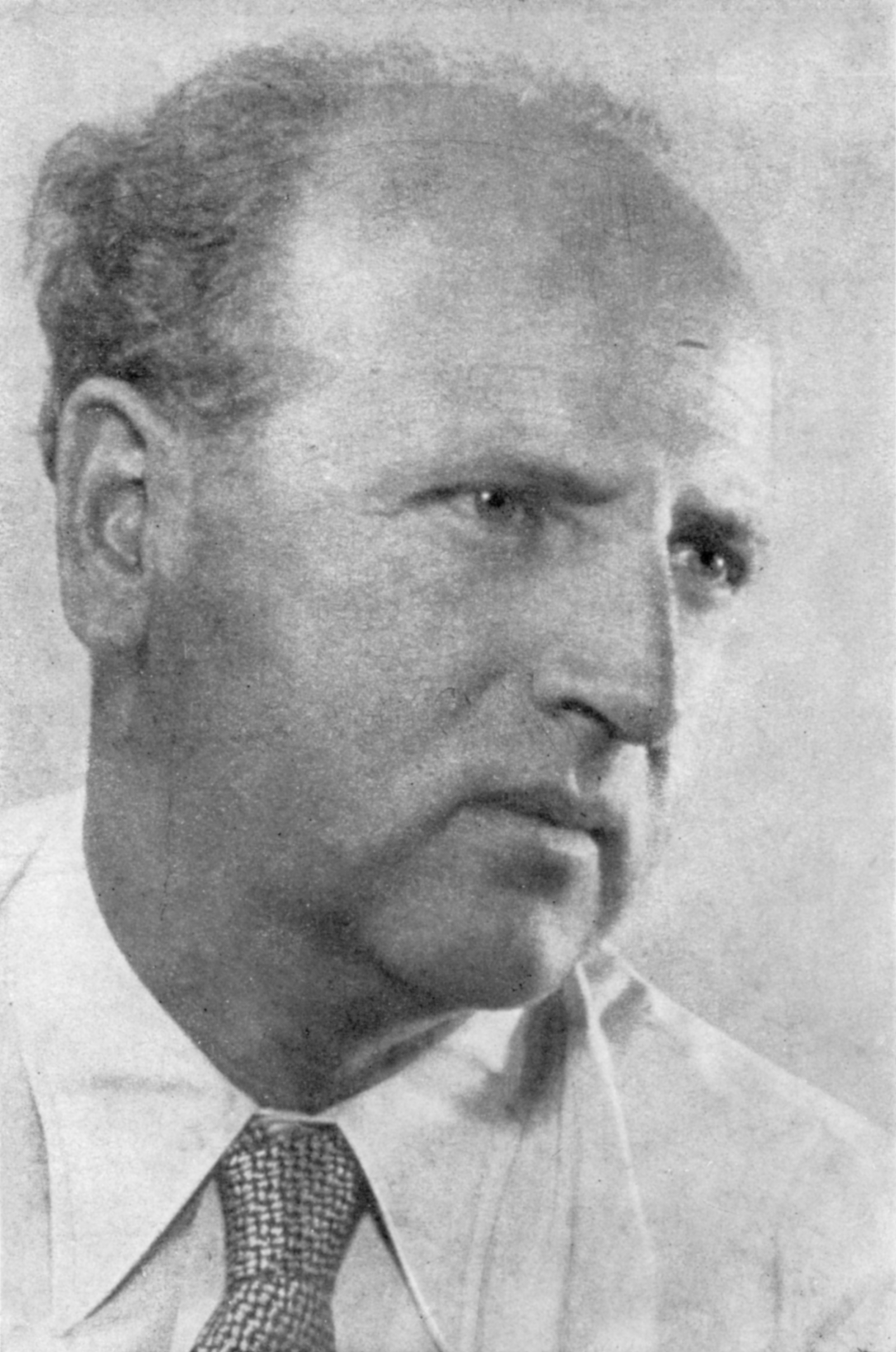
Wesselin Staikow

Wesselin Georgiew Staikow (bulgarisch Веселин Георгиев Стайков; * 18. Juli 1906 in Peschtera; † 10. Juli 1970 in Sofia) war ein bulgarischer Grafiker.

## Leben
Staikow absolvierte 1932 die Kunstakademie Sofia. 1942 studierte er in Rom. Ab 1961 war er als Professor an der Hochschule für bildende Kunst in Sofia tätig.
In seinen Arbeiten beschäftigte er sich insbesondere mit dem Alltagsleben der Bevölkerung, schuf jedoch auch Stadtansichten. Staikow wurde mit dem Dimitrow-Preis ausgezeichnet.

## Werke (Auswahl)
- Fischer, 1934
- Steinbrucharbeiter, 1936
- Frauen, die Tabakblätter zum Trocknen vorbereiten, 1938
- Melnik, 1967